# 克里斯托弗·卡沃利
克里斯托弗·杰拉德·卡沃利（英語：Christopher Gerard Cavoli）是美國陸軍上将，現任美國歐洲司令部司令兼任欧洲盟军最高司令。他此前曾擔任美國歐洲與非洲陸軍司令部司令，此前於2018年1月至2020年9月擔任美國陸軍歐洲司令。

## 早年
卡沃利出生於冷戰期間西德維爾茨堡的一名意大利裔美國軍官，在羅馬、維羅納、維琴察和吉森長大。，1987年畢業於普林斯頓大學，獲得生物學學士學位。作為本科學位的一部分，卡沃利完成了一篇22頁論文，標題為“蚯蚓對土壤中粘菌垂直分佈的影響”。

## 軍事生涯
卡沃利從普林斯頓预备役军官训练团被徵召入步兵。1988 年至 1991 年，首先被分配到維琴察第325空降兵第3營，擔任少尉。
1992年至1994年間，卡沃利晉升為上尉，並在遊騎兵學校擔任教官。
1995年進入俄羅斯外事官員項目，並於1997年畢業於耶魯大學，獲得俄羅斯和東歐研究文學碩士學位。

### 波斯尼亞
1999年，以少校身份成為第10山地師未來作戰負責人，並隨執行部隊到波斯尼亞，之後在2000年至2001年間擔任步兵營作戰軍官。

### 德國

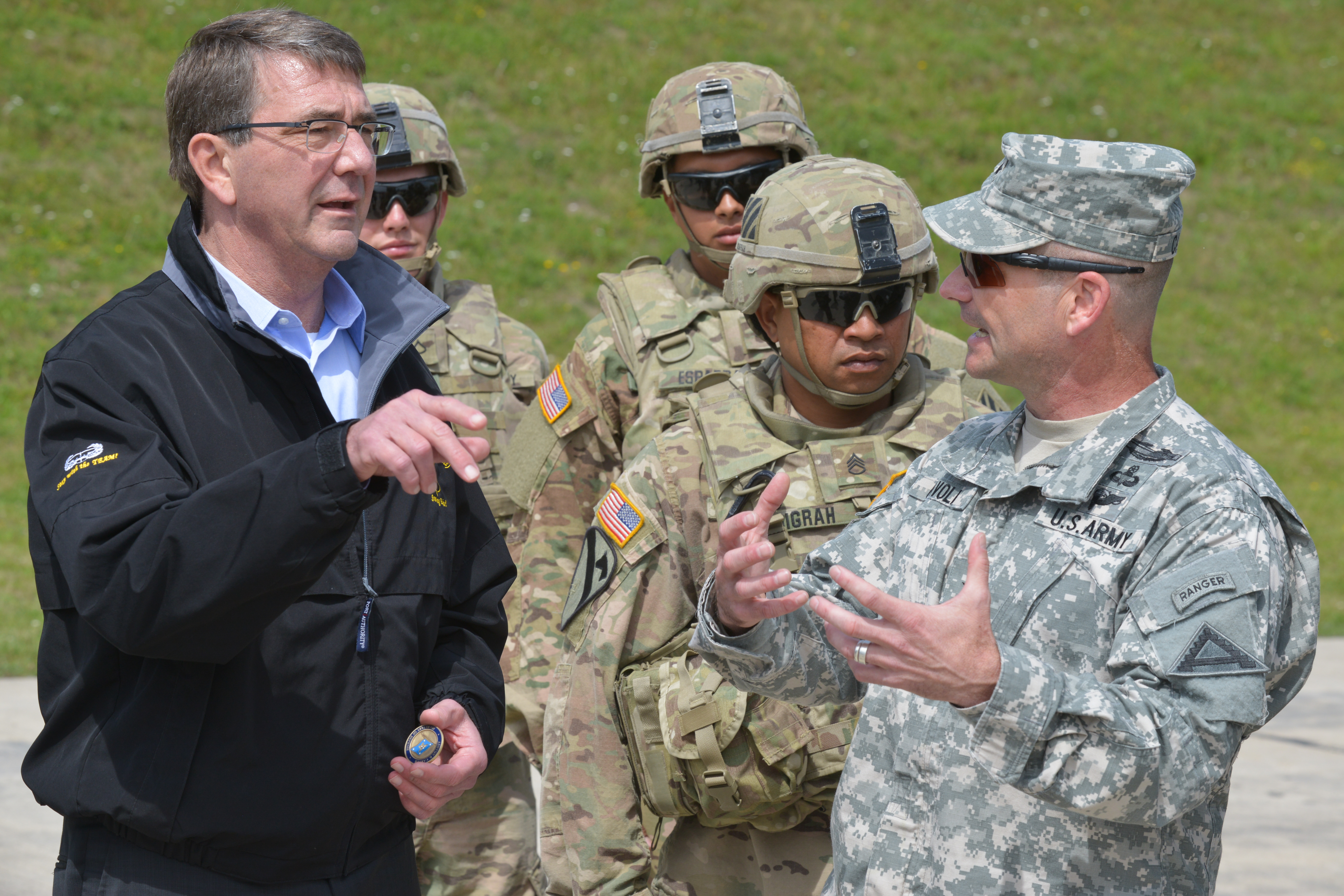
2015年6月26日，國防部長阿什頓·卡特和卡沃利在德國格拉芬沃爾訓練區

在擔任第82空降師作戰副司令後，卡沃利於2014年7月成為格拉芬沃爾訓練區第7集團軍聯合多國訓練司令部司令。
他於2016年3月25日被指派指揮第25步兵師，並在8月4日的儀式上正式就職。2016年5月26日，他被參議院批准晉升為少將。

### 美國陸軍歐洲司令部
2017年12月20日獲得參議院確認晉升中將後，2018年1月18日舉行的儀式上就任美國陸軍歐洲司令部。

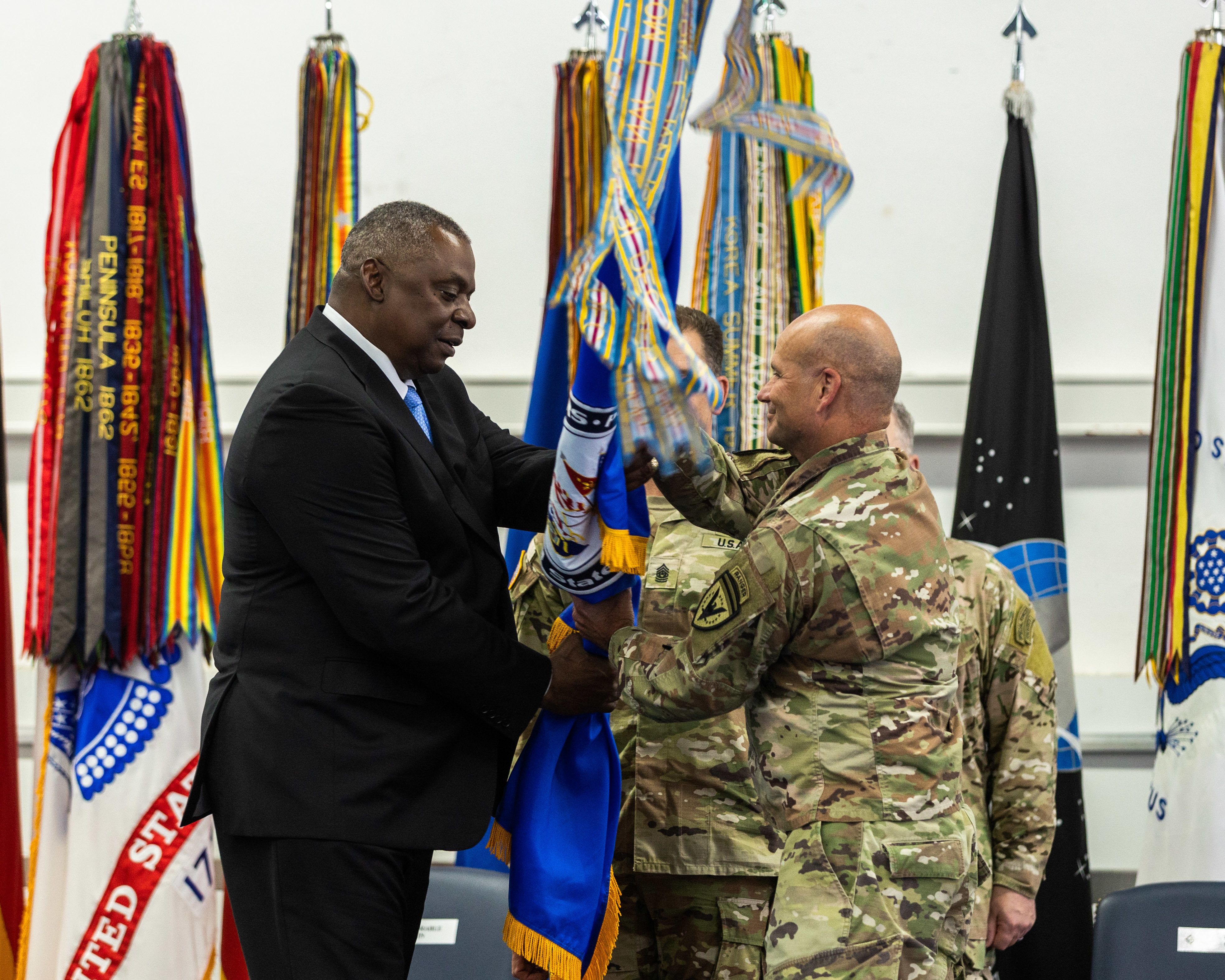
卡沃利於2022年7月1日任美國歐洲司令部司令。

2020年7月1日，卡沃利獲得參議院提名，並於2020年9月30日獲得批准，任命為上將，並任命為美國歐洲和非洲陸軍司令，2020年10月1日在德國就任新司令，並於10月7日在五角大樓由陸軍副參謀長約瑟夫·馬丁正式晉升，軍銜生效日期為10月1日。

## 個人生活
卡沃利與維吉尼亞州費爾法克斯的克里斯蒂娜（娘家姓達西）結婚，育有兩個兒子：亞歷克斯和尼克。會講法語、意大利語以及俄語，是一名專注於歐亞大陸的外交地區官員。

## 外部連結
- C-SPAN內的頁面（英文）